# Мабрук Заїд
Мабрук Заїд (араб. مبروك زايد, нар. 11 лютого 1979, Ер-Ріяд) — саудівський футболіст, що грав на позиції воротаря.
Виступав, зокрема, за клуб «Аль-Іттіхад», а також національну збірну Саудівської Аравії.

## Клубна кар'єра
У дорослому футболі дебютував 1998 року виступами за команду клубу «Ер-Ріяд», в якій провів два сезони. 
У 2000 році перейшов до клубу «Аль-Іттіхад», за який відіграв 15 сезонів.  Завершив професійну кар'єру футболіста виступами за команду «Аль-Іттіхад» (Джидда) у 2015 році.

## Виступи за збірну
У 2002 році дебютував в офіційних матчах у складі національної збірної Саудівської Аравії. Протягом кар'єри у національній команді, яка тривала 5 років, провів у формі головної команди країни 36 матчів.
У складі збірної був учасником чемпіонату світу 2002 року в Японії і Південній Кореї, кубка Азії з футболу 2004 року в Китаї, чемпіонату світу 2006 року в Німеччині, кубка Азії з футболу 2011 року в Катарі.

## Титули і досягнення
- Переможець Ліги чемпіонів АФК (2):

«Аль-Іттіхад»: 2004, 2005
- Чемпіон Саудівської Аравії (4):

«Аль-Іттіхад»: 2000-01, 2002-03, 2006-07, 2008-09
- Володар Кубка наслідного принца Саудівської Аравії (2):

«Аль-Іттіхад»: 2000-01, 2003-04
- Володар Кубка арабських чемпіонів (1):

«Аль-Іттіхад»: 2004
Збірні
- Переможець Кубка арабських націй: 2002, 2003